# Choi Hyo-jin
Đây là một tên người Triều Tiên, họ là Choi.
Choi Hyo-Jin (tiếng Hàn: 최효진, sinh ngày 18 tháng 8 năm 1983) là một hậu vệ chạy cánh phải bóng đá Hàn Quốc, thi đấu cho Jeonnam Dragons.

## Thống kê sự nghiệp câu lạc bộ
Tính đến 31 tháng 10 năm 2011
| Thành tích câu lạc bộ | Thành tích câu lạc bộ | Thành tích câu lạc bộ | Giải vô địch | Giải vô địch | Cúp     | Cúp       | Cúp Liên đoàn | Cúp Liên đoàn | Châu lục | Châu lục  | Tổng cộng | Tổng cộng |
| Mùa giải              | Câu lạc bộ            | Giải vô địch          | Số trận      | Bàn thắng    | Số trận | Bàn thắng | Số trận       | Bàn thắng     | Số trận  | Bàn thắng | Số trận   | Bàn thắng |
| Hàn Quốc              | Hàn Quốc              | Hàn Quốc              | Giải vô địch | Giải vô địch | Cúp KFA | Cúp KFA   | Cúp Liên đoàn | Cúp Liên đoàn | Châu Á   | Châu Á    | Tổng cộng | Tổng cộng |
| --------------------- | --------------------- | --------------------- | ------------ | ------------ | ------- | --------- | ------------- | ------------- | -------- | --------- | --------- | --------- |
| 2005                  | Incheon United        | K League 1            | 24           | 1            | 1       | 0         | 10            | 0             | -        | -         | 35        | 1         |
| 2006                  | Incheon United        | K League 1            | 24           | 4            | 3       | 2         | 12            | 0             | -        | -         | 39        | 6         |
| 2007                  | Pohang Steelers       | K League 1            | 18           | 1            | 4       | 0         | 8             | 2             | -        | -         | 30        | 3         |
| 2008                  | Pohang Steelers       | K League 1            | 25           | 2            | 4       | 0         | 1             | 0             | 4        | 1         | 34        | 3         |
| 2009                  | Pohang Steelers       | K League 1            | 22           | 2            | 1       | 0         | 5             | 0             | 15       | 3         | 43        | 5         |
| 2010                  | FC Seoul              | K League 1            | 28           | 2            | 2       | 1         | 6             | 1             | -        | -         | 36        | 4         |
| 2011                  | Sangju Sangmu Phoenix | K League 1            | 25           | 2            | 2       | 0         | 5             | 0             | -        | -         | 32        | 2         |
| Tổng cộng sự nghiệp   | Tổng cộng sự nghiệp   | Tổng cộng sự nghiệp   | 166          | 14           | 17      | 3         | 47            | 3             | 19       | 4         | 249       | 24        |

## Sự nghiệp quốc tế
| Hàn Quốc  | Hàn Quốc | Hàn Quốc  |
| Năm       | Số trận  | Bàn thắng |
| --------- | -------- | --------- |
| 2008      | 4        | 0         |
| 2009      | 2        | 0         |
| 2010      | 4        | 1         |
| 2011      | 4        | 0         |
| 2012      | 4        | 0         |
| Tổng cộng | 18       | 0         |

NB: Giao hữu trước Ba Lan (ngày 7 tháng 10 năm 2011) không phải là một trận đấu hạng A.

### Bàn thắng quốc tế
Bàn thắng của đội tuyển Hàn Quốc được ghi trước.
| #  | Ngày                | Địa điểm                                      | Đối thủ | Bàn thắng | Kết quả | Giải đấu |
| -- | ------------------- | --------------------------------------------- | ------- | --------- | ------- | -------- |
| 1. | 11 tháng 8 năm 2010 | Sân vận động World Cup Suwon, Suwon, Hàn Quốc | Nigeria | 2–1       | 2–1     | Giao hữu |

## Danh hiệu

### Câu lạc bộ
Incheon United
- Á quân K League 1: 2005

Pohang Steelers
- Vô địch K League 1: 2007
- Cúp Quốc gia Hàn Quốc
  - Vô địch: 2008
  - Á quân: 2007
- Cúp Liên đoàn Vô địch: 2009
- Giải vô địch bóng đá các câu lạc bộ châu Á Vô địch: 2009

FC Seoul
- K League 1
  - Vô địch (2): 2010, 2012
- Cúp Liên đoàn
  - Vô địch (1): 2010
- Giải vô địch bóng đá các câu lạc bộ châu Á
  - Á quân: 2013
- Cúp Quốc gia Hàn Quốc
  - Á quân: 2014

### Cá nhân
- Cúp Quốc gia Hàn Quốc MVP: 2008
- Đội hình tiêu biểu K-League: 2008, 2009, 2010